# 坪井秀龍
坪井 秀龍（つぼい ひでたつ、1989年3月21日 - ）は、日本の元ラグビー選手。

## プロフィール
- 岡山県出身。
- 現役時代のポジションはプロップ(PR)。
- 日本代表通算キャップ数は2。
- U20日本代表[1]や日本Ａ代表[2]に選ばれたこともある。

## 略歴
2007年、岡山工業高校卒業後に帝京大学に入る。なお帝京大学時代、全国大学選手権2回の優勝に貢献し、同級生にはツイヘンドリック、冨沢智也、森太志、吉田光治郎らがいた。
2011年、帝京大学卒業後に中国電力ラグビー部へ加入。
2012年4月28日に行われたアジア5カ国対抗2012カザフスタン戦で日本代表初キャップを獲得した。
2023年、現役を引退した。